# Healing Revival
Das Healing Revival war eine zwischen 1946 und 1958 stattgefundene pfingstlerische und teilweise überkonfessionelle Erweckungsbewegung in Nordamerika, die eng mit der Praktizierung von Gebets- und Glaubensheilung verbunden war und einen großen Einfluss auf die Entstehung der Charismatischen Bewegung hatte.

## Auslöser
Als Auslöser der Bewegung werden das 1946 veröffentlichte Buch Atomic Power with God through Fasting and Prayer (deutsch: Atomare Kraft mit Gott durch Fasten und Beten) des pfingstlerischen Evangelisten Franklin Hall († 1994) sowie das erste Auftreten von William Branham als Heilungsevangelist in Jonesboro, Arkansas, 1946 angesehen.

## Protagonisten
Wenn William Branham auch eine bedeutende Rolle in der Bewegung spielte, übertraf ihn doch der aufstrebende Oral Roberts. Beide wurden als Giganten des Healing Revivals bezeichnet. Andere wichtige Personen dieser Bewegung waren Jack Coe, A. A. Allen, T. L. Osborn und William Freeman. Die Zeitschrift Voice of Healing nannte 1951 eine Anzahl von mehreren hundert Heilungsevangelisten bzw. Unterstützern, die in den USA und Kanada aktiv waren.

## Glaubensbasis
Jesus Christus habe Menschen geheilt, als er auf der Erde war, das tue er noch heute und auch in Zukunft. All das geschähe zu verschiedenen Zeiten, in vielen Kulturen und in unterschiedlichen Konfessionen. Wir erhielten davon Zeugnisse und Berichte, die Gott ehren und Menschen stärken würden. Bereits das Volk Israel habe nach dem Auszug aus Ägypten in der Wüste Gott auch als Heiler kennengelernt, als persönlicher Gott, der heilen, reparieren, reinigen und erneuern würde. Gott wolle auch heute Menschen begaben und einsetzen, die andere für Christus berühren und heilen sollen. Jedes Land erhalte sogenannte Heilungsbrunnen, bestimmte Orte, die geöffnet und vielen Kranken Heilung, Bedrückten Erfrischung und Belasteten Befreiung bringen sollen.

## Vermarktung
Neben groß aufgezogenen Zeitungsannoncen, Radiowerbung und der Proklamation von Wunderheilungen wie zu biblischen Zeiten (englisch: Bible Times are Back), veröffentlichte Oral Roberts die Monatszeitschrift Healing Waters, der bald darauf The Voice of Healing (deutsch: Stimme der Heilung) von Gordon Lindsay und anderer Heilungsevangelisten folgten. The Voice of Healing hatte ursprünglich als Werbemagazin für die Kampagnen William Branhams begonnen, doch wurden nach dessen Auszeit 1948 auch andere Heilungsevangelisten in ihr mit aufgenommen. Die Zeitschrift wurde eine feste Größe in der Vermarktung von Heilungskampagnen aufstrebender Protagonisten. Aus der durch sie entstehenden Organisation ging 1970 das von Gordon Lindsay und seiner Frau gegründete Christ for the Nations Institute CFNI (deutsch: Institut Christus für die Nationen) hervor. Gefördert wurde die Bewegung zudem durch das Full Gospel Business Men’s Fellowship International (deutsch: Geschäftsleute des vollen Evangeliums) von Demos Shakarian.

## Niedergang
Der nach 1956 eintretende Niedergang des Healing Revivals wird vor allem der ausbleibenden Dauerhaftigkeit der angeblichen Heilungen, dem damit verbundenen Rückgang der Menschenmengen und der steigenden finanziellen Belastung für die einzelnen Kirchengemeinden zugeschrieben. Zudem machten neue Medien wie das Fernsehen mit den Tele-Evangelisten die großen Veranstaltungen in mobilen Zelten überflüssig. Der zu Beginn gepriesene überkonfessionelle Ansatz hatte keine wirkliche Entsprechung in der Realität der Kirchen vor Ort gefunden. So endete die Bewegung um 1958.

## Einfluss
Es war kein Zufall, dass 1948 die Spätregen-Erweckung (englisch: Latter Rain Revival) aufkam. Das Healing Revival war stark mit einem Endzeitglauben verbunden, der durch das Drohszenario des Kalten Krieges und das Aufkommen des UFO-Phänomens zusätzlich befördert wurde und viele durch das scheinbar machtvolle Auftreten von Personen wie William Branham an eine erneute Ausgießung des Heiligen Geistes glauben ließ. Auch bildet das Healing Revival das geistige Fundament der Charismatischen Bewegung der 1960er Jahre, deren Führungspersönlichkeiten teilweise identisch waren.

## Kritik
Wenn Befürworter des Healing Revivals es auch als die eindrücklichste Demonstration von Wundern in der modernen Zeit (englisch: the most extensive public display of miraculous power in modern history) beschrieben, wurde die Bewegung bereits von Zeitzeugen sehr kritisch gesehen. Christliche Glaubensheiler waren seit dem Auftreten von John Alexander Dowie, Smith Wigglesworth und F. F. Bosworth bekannt geworden, neben ihren angeblichen Erfolgen wurden ebenso ihre Misserfolge gesehen und vermerkt. So wurden auch etliche Heilungsevangelisten des Healing Revivals als Schwindler und Scharlatane bezeichnet, da sie mit dem Glauben und der Hoffnung der teilnehmenden Menschen gespielt hatten.
Der Autor Hank Hanegraaff bezeichnete das gesamte Healing Revival als „Hoax“.